# عشق امروزی (مجموعه تلویزیونی)
عشق امروزی (به انگلیسی: Modern Love)، یک سریال اینترنتی آمریکایی آنتولوژی در ژانر کمدی رمانتیک است که توسط جان کارنی خلق شده‌است. فیلم‌نامه آن توسط خود کارنی بر اساس ستون هفتگی عشق امروزی از نیویورک تایمز نوشته شده‌است. هر قسمت، داستان و شخصیت‌های متفاوتی دارد. فصل نخست سریال در هشت قسمت در تاریخ ۱۸ اکتبر ۲۰۱۹ توسط سرویس ویدئویی آمازون منتشر شد. اپیزودهای این سریال توسط کارنی، امی رسوم، تونی هال و شارون هورگان کارگردانی شده‌است.
بعد از استقبال از فصل نخست، آمازون سریال را برای فصل دوم تمدید کرد.

## بازیگران
- ان هتوی
- تینا فی
- جان اسلتری
- دو پتل
- جولیا گارنر
- اندی گارسیا
- اندرو اسکات
- سوفیا بوتلا
- جان گلگر، جونیور
- اولیویا کوک